# End Time
End Time è il sesto album in studio del gruppo grindcore statunitense Brutal Truth, pubblicato nel 2011.

## Tracce
1. Malice – 3:27
2. Simple Math – 1:26
3. End Time – 1:57
4. Fuck Cancer – 0:58
5. Celebratory Gunfire – 1:28
6. Small Talk – 1:41
7. .58 Caliber – 0:54
8. Swift and Violent (Swift version) – 0:46
9. Crawling Man Blues – 1:41
10. Lottery – 1:10
11. Warm Embrace of Poverty – 3:47
12. Old World Order – 1:24
13. Butcher – 2:54
14. Killing Planet Earth – 1:28
15. Gut-Check – 2:36
16. All Work and No Play – 1:35
17. Addicted – 2:03
18. Sweet Dreams – 1:30
19. Echo Friendly Discharge – 1:49
20. Twenty Bag – 0:45
21. Trash – 0:05
22. Drink Up – 3:42
23. Control Room – 15:21
24. Dead (Napalm Death cover; deluxe edition bonus track) – 0:04
25. Money Stinks (D.R.I. cover; deluxe edition bonus track) – 0:45
26. White Clam Sauce (N.Y.C. Mayhem cover; deluxe edition bonus track) – 0:08
27. Swift and Violent (Violent version) (deluxe edition bonus track) – 0:50
28. S.O.B. (S.O.B. cover; deluxe edition bonus track) – 0:08
29. The Nightmare Continues (Discharge cover; deluxe edition bonus track) – 1:18

## Formazione
- Kevin Sharp – voce
- Dan Lilker – basso, cori
- Erik Burke – chitarra
- Rich Hoak – batteria, strumenti elettronici